# Actium
Actium är ett släkte av skalbaggar. 
Actium ingår i familjen kortvingar.

## Dottertaxa tillActium, i alfabetisk ordning[1]
- Actium abitibiense
- Actium aculeatum
- Actium arundineum
- Actium barbatum
- Actium barri
- Actium bicolor
- Actium bifoveatum
- Actium brevipenne
- Actium calcaris
- Actium californicum
- Actium candidum
- Actium chiloquinensis
- Actium cochisei
- Actium falcatum
- Actium fastigium
- Actium fastosum
- Actium femineum
- Actium formosum
- Actium functum
- Actium haasi
- Actium hazeltinei
- Actium helferi
- Actium impunctatum
- Actium maiduorum
- Actium marinicum
- Actium microphthalmum
- Actium ojaiensis
- Actium pacificum
- Actium pandum
- Actium politum
- Actium retractum
- Actium robustulum
- Actium rothi
- Actium tempus
- Actium tenellum
- Actium tentum
- Actium testaceum
- Actium wawonaensis